# Bolitoglossa peruviana
Bolitoglossa peruviana är en groddjursart som först beskrevs av George Albert Boulenger 1883.  Bolitoglossa peruviana ingår i släktet Bolitoglossa och familjen lunglösa salamandrar. IUCN kategoriserar arten globalt som livskraftig. Inga underarter finns listade.